# Der König tanzt (Film)
Der König tanzt (Originaltitel: Le Roi danse) ist ein Historienfilm des belgischen Regisseurs Gérard Corbiau aus dem Jahr 2000. Als literarische Vorlage diente Philippe Beaussants Biographie von Jean-Baptiste Lully: Lully ou le musicien du soleil (1992).
Der Film erzählt das Leben und die Karriere des Komponisten Jean-Baptiste Lully am Hof des französischen Königs Ludwig XIV., seine Beziehung zum Sonnenkönig sowie seine Zusammenarbeit mit Molière.

## Handlung
Frankreich, 1687: Der Komponist und Dirigent Jean-Baptiste Lully wartet mit der Aufführung seines neuen Stücks auf die Ankunft des Königs Louis XIV. Der König erscheint jedoch nicht, und so beginnt Lully das Konzert vor dem leeren Sessel des Monarchen. Mit unterdrückter Wut schlägt er den Takt mit einem schulterhohen, schweren Dirigierstab, dessen Spitze er sich schließlich versehentlich in den Vorderfuß rammt. Er wird sofort behandelt, die herbeigerufenen Ärzte wollen den Fuß amputieren, doch weigert sich Lully, sei er doch Tänzer. In seinem Wahn auf dem Krankenbett erinnert er sich an seinen Aufstieg und Fall.
Lully träumt sich zurück an den Pariser Hof des Jahres 1653, als dem 20-jährigen Florentiner der damals 14-jährige Sonnenkönig erstmals begegnete. Ludwig wird von seiner Mutter Anna von Österreich und Kardinal Mazarin dominiert, umgekehrt ist Lully als Italiener nicht wohl bei Hofe gelitten. Gegen ein feindliches Umfeld finden die beiden Individualisten zusammen und bekunden einander ihre gegenseitige Sympathie. Fortan ist Lullys Schicksal eng mit jenem Louis’ XIV. verknüpft.
Lully liefert dem König die Musik für dessen geliebten Ballette, in denen der Monarch selbst auftritt und die der Verherrlichung königlicher Macht dienen. Lully ist es auch, der Louis XIV. vor einem Ballettauftritt erstmals Tanzschuhe mit Absätzen schenkt. Für den Fall, dass er darin auf der Bühne stürze, droht Louis Lully mit sofortiger Verbannung aus Frankreich. Lully wiederum bittet sich aus, dass ihn der König im Falle des Erfolgs zum Franzosen macht, um so nicht mehr als Ausländer diskriminiert zu werden.
Acht Jahre später: Kaum ist Mazarin verstorben, entmachtet Louis XIV. seine Mutter und entfernt sie, als auch seinen Cousin und Widersacher, den Prinzen von Geblüt de Conti, aus dem Staatsrat. Louis schwingt sich somit zum absolutistischen Alleinherrscher auf. Lully setzt sich unterdessen gegen seinen musikalischen Widersacher Robert Cambert durch, dem er auch die Geliebte ausspannt. Auf Anweisung des Königs heiratet Lully Camberts Freundin Madeleine, die ihm später zwei Söhne schenkt. Lullys Liebe jedoch gilt, neben jugendlichen Männern, Louis XIV., in dem er einen Gott sieht. Bei einer Begehung des Grundes seines zukünftigen Prachtgartens Versailles fällt Louis XIV. in einen Sumpf. In der Folge erkrankt er so schwer, dass er von den Ärzten bereits aufgegeben wird. Seine Mutter und de Conti werden an seine Seite gerufen, und beide verwehren Lully den Eintritt in die Gemächer des Königs. Lully spielt daraufhin vor der Tür des königlichen Schlafgemachs, zunächst mit anderen Musikern und später allein, bis zum Morgen. Die Ärzte bemerken verblüfft, dass der König weitgehend genesen ist. Lully gilt nun als Magier der Musik.
Das Jahr 1664 bringt die erste Zusammenarbeit von Lully und Molière. Beide entwickeln in einer Mischung aus Theater, Tanz und Gesang die Ballett-Komödien, die ein großer Erfolg werden. Während Lully eher konservativ ist, will Molière mit seinen Stücken auch politisch sein und aktuelle Missstände aufgreifen. Auf die auch von der Königin unterstützte Frömmelei schreibt er das Stück Tartuffe, das zwar den Gefallen des Königs findet, auf Betreiben Anna von Österreichs jedoch verboten wird. Lully wiederum wird von den Frömmlern der Mord an einem Pagen angehängt. Zwar verzeiht Louis XIV. ihm, gibt jedoch zu verstehen, dass er von Lully Disziplin erwartet. Beide seien keine Freunde und Lullys Wert messe er allein an seinem Talent, das ihn zu der Zeit noch am Hof hält.
Lullys Widersacherin Anna von Österreich verstirbt 1666 an Krebs und den Folgen einer Brustamputation. Sie will Louis XIV. noch am Sterbebett das Versprechen abringen, seinen Regierungsstil zu ändern, doch will er sie nicht belügen. Vier Jahre später möchte Louis XIV., inzwischen 32 Jahre alt, bei einem Tanz als Verkörperung der Sonne schwierige Tanzschritte präsentieren. Er scheitert jedoch schon in den Proben daran und strauchelt auch bei der Aufführung, was als schlechtes Omen aufgenommen wird. Von da an tanzt der König nicht mehr, und Lully verfällt immer öfter in Depressionen und Selbstzweifel. Er tritt in Molières Schwänken als Schauspieler auf und hat das Gefühl, das Publikum lache über ihn und nicht über seine Figur. Als sein Erzfeind Cambert die erste französische Oper auf die Bühne bringt, in der Madeleines Nichte Julie die Hauptpartie singt, kann Lully Louis XIV. dazu bewegen, ihm das alleinige Privileg auf die französische Oper und Orchesteraufführungen zuzusprechen – ein letztes Zugeständnis. Cambert ist verdrängt, doch hat Lully seinem Ehrgeiz auch die Freundschaft zu Molière geopfert, der seit langem krank ist. Da durch das Privileg sämtliche Theater nur noch zwei Sänger und zwei Instrumente auf der Bühne verwenden dürfen, kann Molière keine Ballett-Komödien mehr aufführen. Zudem gehen mit dem Privileg auch sämtliche Stücke Molières, für die Lully die Musik verfasst hat, in den Besitz Lullys über. Molières Antwort auf den Affront ist Der eingebildete Kranke. Der König wiederum schaut das Stück nicht an, und Molière stirbt während einer Aufführung auf der Bühne. Lully führt vor dem König seine erste französische Oper auf, doch kann er ihm keine Gemütsregung entlocken. Auch sein Stern ist gesunken.
In der Gegenwart des Jahres 1687, beginnt Lully auf dem Krankenbett zu fiebern. Kurz darauf stirbt er, ohne den König noch einmal leibhaftig gesehen zu haben. Louis XIV. steht derweil am Fenster von Schloss Versailles und blickt auf die prachtvolle Gartenanlage. Mit der Frage „Spielt heute Abend keine Musik?“ verlässt er den Saal und nur die Schritte seiner Entourage hallen im Raum.

## Produktion
Der Film wurde an verschiedenen Schauplätzen in Frankreich (u. a. vor Ort in Versailles), Deutschland und Belgien sowie in den MMC-Studios in Köln gedreht. Das Szenenbild stammt von Hubert Pouille, die Kostüme schuf Olivier Bériot. Die Musik wurde vom Ensemble Musica Antiqua Köln unter der Leitung von Reinhard Goebel eingespielt und erschien als Soundtrack beim Label Deutsche Grammophon. Julies Gesang wird im Film von Cécile Scheen synchronisiert. Als Chor ist im Film das Vocaal Ensemble Ex Tempore unter der Leitung von Florian Heyerick zu hören.
Der König tanzt kam am 6. Dezember 2000 in Frankreich und Belgien in die Kinos. Deutsche Premiere war am 8. Februar 2001 auf der Berlinale. In die Kinos kam er am 26. April 2001; 2011 erschien er auf DVD.

## Kritik
Der film-dienst nannte Der König tanzt ein „opulent gefilmtes und eindringlich gespieltes Historiengemälde, in dem Bilder, Musik, Tanz, persönliche Schicksale und politische Hintergründe zu einer rauschhaften Choreografie verschmelzen, die die Sinne des Zuschauers gleichermaßen fesselt wie betört.“ Für 3sat war Der König tanzt ein „opulenter Kostüm- und Musikfilm mit stilistisch außergewöhnlichen Bildern von barocker Lebenslust von Gérard Corbiau“.
„Regisseur Gérard Corbiau hat ein opulentes Musik-Historical für Liebhaber barocken Überflusses gedreht“, schrieb Der Spiegel. Die taz sah den Film „zwischen historischer Recherche und psychedelischem Jetztzeitpop“. In ihm spiele sich Lullys Karriere „im Fieber als Weg nach unten ab – gehetzt, kaleidoskopisch, bruchstückhaft und opulent; ein bisschen dark und größenwahnsinnig wie Klaus Kinskis ‚Paganini‘. “

## Auszeichnungen
Kameramann Gérard Simon wurde auf der polnischen Plus Camerimage für Der König tanzt mit dem Złota Żaba (Goldenen Frosch) als bester Kameramann ausgezeichnet.
Der König tanzt erhielt 2001 drei César-Nominierungen: Boris Terral wurde als Bester Nachwuchsdarsteller nominiert, Henri Morelle erhielt eine Nominierung für den Besten Ton und Olivier Bériot eine für das Beste Filmkostüm.
Bei den belgischen Joseph Plateau Awards wurde der Film 2001 in den Kategorien Bester belgischer Regisseur und Bestes belgisches Drehbuch nominiert.